# 秋岡義一

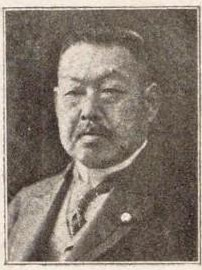
秋岡義一

秋岡 義一（あきおか ぎいち、1863年6月26日（文久3年5月11日）- 1925年（大正14年）3月31日）は、明治から大正期の日本の地主・農業経営者・実業家・政治家。衆議院議員。妻のタニは、川端康成の母方の叔母。

## 経歴
摂津国東成郡蒲生村（大阪府東成郡鯰江村を経て現大阪市）で、大地主、豪農・秋岡伊兵衛の長男として生まれる。1884年（明治17年）4月、家督を相続し農業を営む。
実業界では、朝鮮綿業監査役、京阪電気鉄道監査役、京阪土地建物監査役、大阪農工銀行頭取、利別農場業務執行社員などを務めた。
1894年（明治27年）3月の第3回衆議院議員総選挙で大阪府第4区から無所属で出馬して初当選。その後、第11回総選挙まで再選され、衆議院議員に通算8期在任した。この間、立憲政友会臨時協議員、同院内部長、同幹事、同協議員などを務めた。

## 国政選挙歴
- 第3回衆議院議員総選挙（大阪府第4区、1894年3月、無所属）当選[10]
- 第4回衆議院議員総選挙（大阪府第4区、1894年9月、無所属）当選[11]
- 第5回衆議院議員総選挙（大阪府第4区、1898年3月、自由党）当選[11]
- 第6回衆議院議員総選挙（大阪府第4区、1898年8月、憲政党）当選[11]
- 第7回衆議院議員総選挙（大阪府郡部、1902年8月、立憲政友会）当選[12]
- 第8回衆議院議員総選挙（大阪府郡部、1903年3月、立憲政友会）当選[12]
- 第10回衆議院議員総選挙（大阪府郡部、1908年5月、立憲政友会）当選[13]
- 第11回衆議院議員総選挙（大阪府郡部、1912年5月、立憲政友会）当選[13]

## 関連文献
- 羽鳥徹哉『作家川端の基底』教育出版センター、1979年1月。ISBN 978-4-87365-307-5。